# Wegwerpartikel

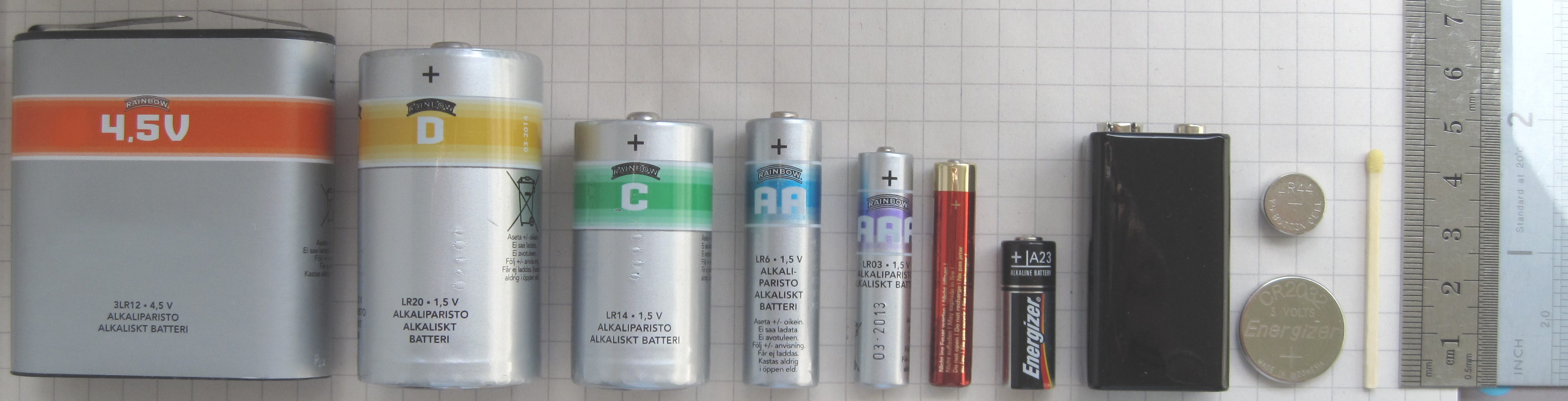
Wegwerpbatterijen

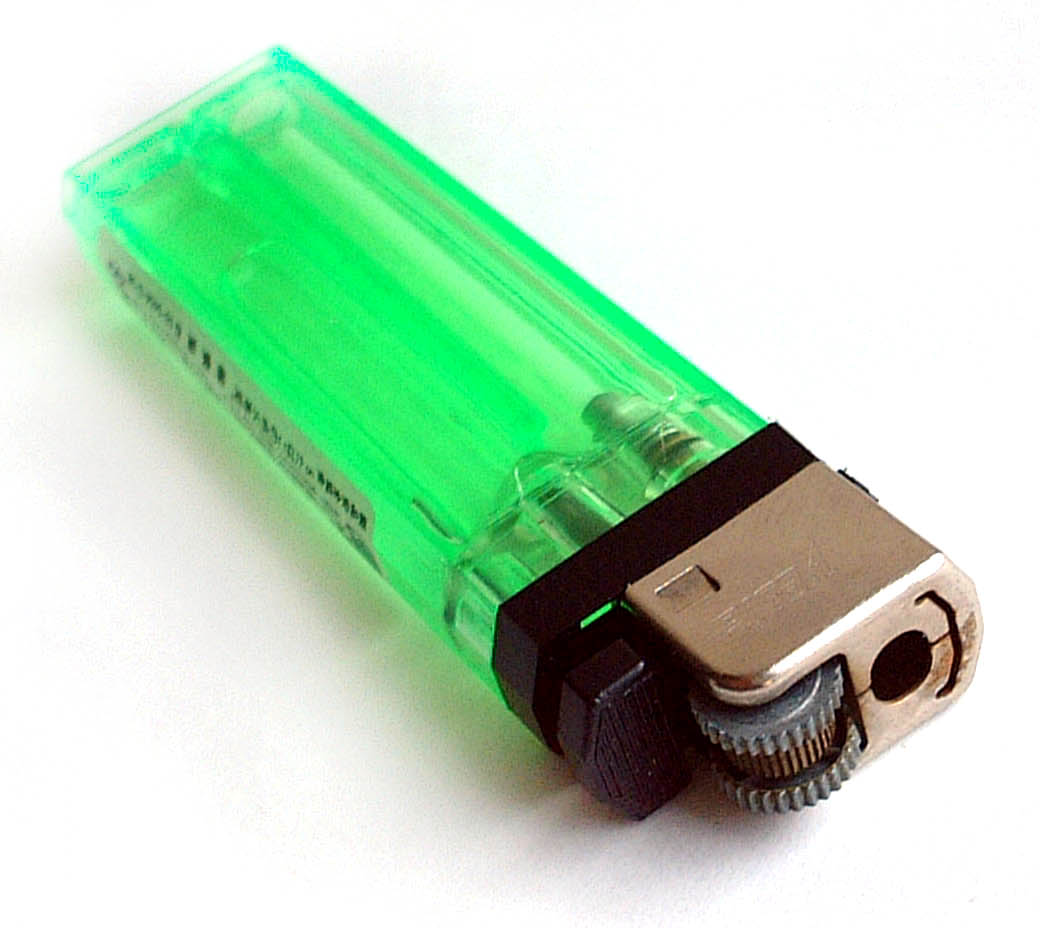
Wegwerpaansteker

Een wegwerpartikel is een verbruiksartikel dat niet geschikt is voor hergebruik, maar bedoeld is om slechts eenmalig of gedurende één gebruiksperiode te gebruiken waarna het weggeworpen of gerecycled wordt. Vaak zijn wegwerpartikelen gemaakt van plastic, papier of karton. Zij worden ook wel disposables (Engels: to dispose, oftewel "wegwerpen") genoemd.
Men kan een onderscheid maken tussen artikelen die weliswaar niet hergebruikt worden, maar toch een tijd lang dienst (kunnen) bewijzen, zoals: 
- balpennen
- scheermesjes
- niet-oplaadbare batterijen
- wegwerpaanstekers
- wegwerpcamera's
- wegwerpregenjassen,

en anderzijds artikelen voor strikt eenmalig gebruik, vaak voor verpakking, zoals:
- plastic bestek
- plastic of papieren bestekzakjes
- plastic eetborden
- drankblikjes en conservenblikken
- plastic of kartonnen wegwerpbekers
- (plastic) rietjes
- plastic bierglas
- frietbakjes
- papieren servetten
- wegwerpzakdoek
- feestartikelen zoals roltongen of feestmutsen.

Vooral het plastic voor eenmalig gebruik ligt onder vuur. Via preventie of zelfs een zuiver verbod tracht men de afvalberg te verminderen. 